# Раннее алое
«Раннее алое» — летний сорт яблони домашней. Гибридные семена были высеяны в 1966 году. Первое плодоношение сеянца отмечено в 1973 году. Включен в государственный реестр в 1998 году по Центрально-Чернозёмному региону.

## Характеристика сорта
Деревья среднего размера, быстрорастущие, с округлой кроной. Ветви прямые, расположены компактно, концы ветвей направлены вверх. Кора на штамбе и основных сучьях тёмно-серая. Преобладающий тип плодовых образований — простые и сложные кольчатки.
Побеги прямые, округлые в сечении, бурые, опушённые. Чечевички на побегах крупные, серые. Почки среднего размера, прижатые, округлые, опушённые. Листья среднего размера, овальные, короткозаострённые, зелёные с желтоватым оттенком, блестящие. Пластинка листа слабовогнутая, сильно опушенная с нижней стороны. Край листа мелкогородчатый. Черешок листа слабо опушённый, с легкой антоциановой окраской. Цветковые почки крупные, опушённые, округло-конические.
Цветки среднего размера, светло-розовые, блюдцевидные, лепестки продолговатые, сомкнутые, края слегка приподняты; рыльце пестика на уровне тычинок.
Плоды красивые, средней величины (100—120 г), округлой формы, скошенные. Поверхность плодов гладкая, крупноребристая. Кожица нежная, блестящая. Покровная окраска на большей части плода в виде тёмно-красного густого румянца и полос. Подкожные точки крупные, серые, хорошо заметные. Плодоножка короткая, прямая, прямопоставленная, с утолщением на конце. Воронка средней глубины, остроконическая, узкая, без оржавленности. Чашечка закрытая, блюдце узкое, бороздчатое. Сердечко репчатое. Камеры полуоткрытые. Подчашечная трубка средней глубины, мешковидная. Семена крупные, коричневые.
Мякоть плодов белая, слегка кремоватая, нежная, мелкозернистая, сочная.
По внешнему виду плоды оцениваются на 4,5 балла, по вкусу — на 4,4—4,7 балла. Химический состав плодов: общее количество сахаров — 9,3 %, титруемых кислот — 0,74 %, аскорбиновой кислоты — 14,7 мг/100г, Р-активных веществ — 288 мг/100 г.
Съёмная зрелость в Орловской области наступает 1—15 августа, у контрольного сорта папировка 1—8 августа. Потребительский период продолжается с начала августа до середины сентября.
Сорт скороплодный (в плодоношение вступает на четвёртый год) и урожайный, средний урожай 83—170 ц/га.
Деревья сравнительно зимостойкие. Устойчивость к парше оценивается, как слабая или средняя.